# Diacantha ghesquierei
Diacantha ghesquierei là một loài bọ cánh cứng trong họ Chrysomelidae. Loài này được Labossiere miêu tả khoa học năm 1940.